# Sam Spiegel
Samuel P. "Sam" Spiegel, även krediterad S.P. Eagle, född 11 november 1901 i dåvarande Jaroslau i Österrike-Ungern (nuvarande Jarosław i Polen), död 31 december 1985 på Saint Martin i Karibien, var en polskfödd amerikansk oberoende filmproducent. Han vann Oscar för bästa film tre gånger, för Storstadshamn (1954), Bron över floden Kwai (1957) och Lawrence av Arabien (1962).

## Filmografi i urval
- 1942 – Manhattan
- 1946 – Främlingen
- 1949 – Natt över Kuba
- 1951 – Denny på rymmarstråt
- 1951 – Rovdjuret
- 1951 – Afrikas drottning
- 1954 – Storstadshamn
- 1957 – Den utstötte
- 1957 – Bron över floden Kwai
- 1959 – Plötsligt i somras
- 1962 – Lawrence av Arabien
- 1966 – Den djävulska jakten
- 1967 – Generalernas natt
- 1967 – De spänningslystna
- 1971 – Nikolaus och Alexandra
- 1976 – Den siste magnaten
- 1983 – Betrayal